# Michael Grandage
Michael Grandage CBE (Yorkshire, Anglaterra, 2 de maig de 1962) és un director i productor anglès de teatre. Del 2002 al 2012 va ser director artístic del Donmar Warehouse a Londres.

## Primers anys
Grandage va néixer a Yorkshire, Anglaterra i es va criar a Penzance, Cornualla (Gran Bretanya), on els seus pares tenien una empresa familiar. Va ser educat a la Humphry Davy Grammar School abans de formar-se com a actor a la Royal Central School of Speech & Drama fins a 1984. Va passar dotze anys treballant com a actor per a empreses com el Royal Exchange i la Royal Shakespeare Company i també va ser un membre del National Youth Theatre abans de recórrer a la direcció. Va debutar en la direcció el 1996 amb una producció de The Last Yankee, d'Arthur Miller al Mercury Theatre, Colchester. El 1998 va ser convidat per Sheffield Theaters a dirigir Twelfth Night, la seva primera producció de Shakespeare. El mateix any va debutar en la direcció londinenca a l'Almeida Theatre amb una producció de The Doctor's Dilemma de Shaw.

## Carrera

### Sheffield Theatres
Del 1999 al 2005 va ser director artístic dels teatres de Sheffield on les seves produccions de gran prestigi van incloure Eduard II amb Joseph Fiennes, Richard III amb Kenneth Branagh, Suddenly Last Summer amb Diana Rigg i Victoria Hamilton, The Tempest amb Derek Jacobi i Don Carlos amb Derek Jacobi. Va produir més de quaranta obres de teatre, principalment amb joves directors i dissenyadors. Se li atribueix la publicació de treballs de qualitat constant i la seva aportació de nous públics. Al 2001, els teatres de Sheffield van guanyar el TMA Theatre of the Year.

### Donmar Warehouse
De 2002 a 2012 fou director artístic de Donmar Warehouse on va succeir Sam Mendes. Durant el seu mandat, va ampliar el repertori del teatre per incloure treballs europeus, produccions de gira i un ampli programa educatiu, a més de portar la nova marca Donmar a públic internacional a Amèrica, Austràlia, Argentina i Europa.
Al setembre de 2008 va llançar un Donmar West End d'un any amb "accés per tothom" la temporada de quatre obres de teatre amb preus d'entrada assequibles quan la companyia va ampliar el seu repertori al recent renovat Wyndham's Theatre. Grandage va dirigir les quatre produccions: Kenneth Branagh a Ivanov, Derek Jacobi a Twelfth Night, Judi Dench a Madame de Sade i Jude Law a Hamlet.
El 2010 va llançar una temporada de tres anys del West End als Estudis Trafalgar per posar en relleu el treball dels joves directors que van sortir de la formació de Donmar durant el seu mandat.
Durant la seva dècada al Donmar va produir seixanta-sis produccions dirigint ell mateix vint-i-cinc. Les seves contribucions al Donmar van incloure la compra del lloc del teatre a Earlham Street i la compra d'oficines i locals d'assaig al proper carrer Dryden el 2011. Això va ser possibles gràcies a l'activitat comercial que Grandage va dedicar a Donmar durant el seu mandat, especialment transferint produccions a West End i Broadway.
El seu treball al Donmar li va permetre guanyar els premis Tony, Olivier, Evening Standard, Critics 'Circle i South Bank Awards. Primer va ser nominat al premi Laurence Olivier el 2001 al millor director per Passion Play de Peter Nichols al Donmar Warehouse abans de guanyar el 2004 per Caligula de David Greig. Dues de les seves produccions musicals per al Donmar també han guanyat el premi Olivier a la producció musical excepcional i una tercera ha guanyat el premi Olivier a la millor interpretació musical nova. Ha guanyat quatre Premis Evening Standard per la seva obra de Donmar, incloses produccions de Passion Play, Merrily We Roll Along, Grand Hotel, Ivanov, The Chalk Garden i Othello. El 2010, la seva producció de Red de John Logan va guanyar sis premis Tony, inclosos el de millor obra de teatre i el de millor director.
El juny de 2012, Constable & Robinson va publicar A Decade At The Donmar de Michael Grandage, un registre fotogràfic del seu mandat.

### Òpera
El 2010 Grandage va començar a treballar a l'òpera, debutant al Festival de Glyndebourne amb una producció de Billy Budd. Aquesta producció també ha estat interpretada a la Brooklyn Academy of Music de la ciutat de Nova York el 2014 i a l'Opera de San Francisco el 2019. Va tornar a Glyndebourne el 2012 per dirigir Le nozze di Figaro, una producció que es va reviure els quatre anys següents. Als EUA el seu treball ha inclòs noves produccions de Madama Butterfly i Don Giovanni per al Metropolitan Opera, Chicago Lyric Opera and Houston Grand Opera.

### Michael Grandage Company (MGC)
A finals de 2011, Grandage va crear la Michael Grandage Company per produir treballs en teatre, cinema i televisió.
El juny de 2012, al costat del productor James Bierman, va anunciar una temporada de treball de quinze mesos al Noël Coward Theatre del West End de Londres amb l'objectiu d'arribar a una nova generació d'espectadors del teatre a través de preus i accés amb més de 100.000 seients a la venda a £ 10. Entre desembre de 2012 i febrer de 2014 van produir Privates on Parade amb Simon Russell Beale; la nova obra de John Logan Peter and Alice amb Judi Dench i Ben Whishaw; Daniel Radcliffe a The Cripple of Inishmaan de Martin McDonagh; i dues obres de Shakespeare, A Midsummer Night's Dream amb Sheridan Smith i David Walliams, seguit per Henry V amb Jude Law. El 2014 The Cripple of Inishmaan es va traslladar a Broadway on va ser nominada a sis premis Tony.
El 2014 Grandage i Bierman treballaren en el llargmetratge L'editor de llibres, sobre la relació entre l'escriptor Thomas Wolfe i el seu editor Max Perkins. La pel·lícula, que està basada en la biografia d'A. Scott Berg Max Perkins: Editor of Genius, fou transformada en guió per John Logan i dirigida per Grandage. Els protagonistes foren Colin Firth, Jude Law, Nicole Kidman, Guy Pearce, Dominic West i Laura Linney. La pel·lícula, produïda per MGC, es va estrenar al Festival de Cinema de Berlín el 2016 i es va estrenar el 16 de juny als Estats Units.
El 2015, la companyia va tornar al West End amb Photograph 51, una nova obra d'Anna Ziegler protagonitzada per Nicole Kidman. La producció va continuar el seu compromís amb un major accés amb un vint-i-cinc per cent de cada actuació a deu lliures. Kidman va guanyar el premi Evening Standard a la millor actriu i va rebre una nominació a Olivier a la millor actriu.
El treball teatral 2015/16 va incloure una coproducció amb Emily Dobbs de The Dazzle de Richard Greenberg protagonitzada per Andrew Scott i David Dawson, dirigida per Simon Evans a Found 111 i una coproducció amb Phil McIntyre de 30 Million Minutes, un espectacle d'una sola dona protagonitzat per Dawn French, dirigit per Michael Grandage. Això va recórrer el Regne Unit i va actuar al West End dues vegades abans de ser emès a la BBC Four.
El 2016, MGC va produir l'obra d'Eugene O'Neill Hughie a Broadway protagonitzada per Forest Whitaker. Després d'això, Bierman va deixar la companyia i el productor Nick Frankfort se'ls va unir amb de la directora executiva Stella McCabe. A més de produir treball en tots els mitjans, MGC ara ofereix un servei de gestió general, així com atendre un selecte grup de professionals creatius.
El 2017, la companyia va produir Labor of Love, una nova obra de James Graham en una coproducció amb Headlong. Dirigida per Jeremy Herrin i protagonitzada per Martin Freeman i Tamsin Greig, aquesta producció aclamada per la crítica va guanyar el premi Olivier 2017 a la millor nova comèdia.
El 2018 van continuar el seu compromís amb un treball de qualitat a preus assequibles al West End presentant Red de John Logan i The Lieutenant of Inishmore de Martin McDonagh, tots dos dirigits per Grandage. També el 2018, MGC va anunciar una nova pel·lícula en desenvolupament basada en el llibre de David Pitts Jack and Lem: The Untold Story of an Extraordinary Friendship.

## Produccions dramàtiques
Teatre (Regne Unit)
- 1996: The Last Yankee – Mercury Theatre, Colchester
- 1997: The Deep Blue Sea – Mercury Theatre, Colchester
- 1998: The Doctor's Dilemma – Almeida and national tour
- 1998: Twelfth Night – Sheffield
- 1998: What The Butler Saw – Sheffield
- 1999: The Jew of Malta – Almeida and national tour
- 1999: Good – Donmar
- 2000: The Country Wife – Sheffield
- 2000: Passion Play – Donmar
- 2000: Al vostre gust – Sheffield and Lyric Hammersmith
- 2000: Merrily We Roll Along – Donmar
- 2001: Don Juan – Sheffield
- 2001: Privates on Parade – Donmar
- 2001: Eduard II – Sheffield
- 2002: The Tempest – Sheffield and Old Vic Theatre, London
- 2002: Richard III – Sheffield
- 2002: The Vortex – Donmar
- 2003: A Midsummer Night's Dream – Sheffield
- 2003: Caligula – Donmar
- 2003: After Miss Julie – Donmar
- 2004: Don Carlos – Sheffield & Gielgud Theatre, London
- 2004: Suddenly Last Summer – Sheffield and Noël Coward Theatre, London
- 2004: Pirandello's Henry IV – Donmar
- 2004: Grand Hotel – Donmar (after Vicky Baum's novel)
- 2005: The Wild Duck – Donmar
- 2005: Guys and Dolls – Piccadilly Theatre, London
- 2006: The Cut – Donmar
- 2006: Evita – Adelphi Theatre, London
- 2006: Frost/Nixon – Donmar and Gielgud Theatre, London
- 2006: Don Juan in Soho – Donmar
- 2007: John Gabriel Borkman – Donmar
- 2008: Twelfth Night – Donmar at Wyndham's
- 2008: Ivanov – Donmar at Wyndham's
- 2008: The Chalk Garden – Donmar
- 2008: Othello – Donmar
- 2009: Red – Donmar
- 2009: Hamlet – Donmar at Wyndham's
- 2009: Madame de Sade – Donmar at Wyndham's
- 2010: King Lear – Donmar
- 2010: Danton's Death – National Theatre
- 2011: Richard II – Donmar
- 2011: Luise Miller – Donmar
- 2013: Henry V – Noël Coward Theatre
- 2013: A Midsummer Night's Dream – Noël Coward Theatre
- 2013: The Cripple of Inishmaan – Noël Coward Theatre
- 2013: Peter and Alice – Noël Coward Theatre
- 2013: Privates on Parade – Noël Coward Theatre
- 2014: Dawn French: Thirty Million Minutes – UK Touring Production
- 2015: Photograph 51 – Noël Coward Theatre
- 2018: Red – Wyndham's Theatre
- 2018: The Lieutenant of Inishmore – Noël Coward Theatre

Teatre (EUA)
- 2006: Frost/Nixon – Bernard B. Jacobs Theatre, New York
- 2007: Frost/Nixon – National tour, U.S.
- 2009: Hamlet – Broadhurst Theatre, New York
- 2010: Red – John Golden Theatre, New York
- 2011: King Lear – Brooklyn Academy of Music, New York
- 2012: Evita – Marquis Theatre, New York
- 2012: Red – Mark Taper Forum, Los Angeles
- 2014: The Cripple of Inishmaan – Cort Theatre, New York
- 2016: Hughie – Booth Theatre, New York
- 2017: Frozen – Buell Theatre, Denver
- 2018: Frozen – St. James Theatre, New York

Òpera
- 2010: Madama Butterfly – Houston Grand Opera
- 2010: Billy Budd – Glyndebourne
- 2011: Don Giovanni – Metropolitan Opera, New York
- 2012: Le nozze di Figaro – Glyndebourne
- 2014: Billy Budd – Brooklyn Academy of Music, New York